# Akela quinqevittata
Akela quinqevittata är en spindelart som beskrevs av Cândido Firmino de Mello-Leitão 1947. Akela quinqevittata ingår i släktet Akela och familjen hoppspindlar. Inga underarter finns listade i Catalogue of Life.